# 코미디 닷컴
코미디 닷컴은 2000년에 MBC TV에서 방송되었던 방청객 공개 녹화 개그 프로그램이다. 본 프로그램은 KBS 2TV 개그콘서트를 모방했다가 9회(2000년 4월 23일) 만에 조기종영되는 수모를 당했던 전작 개그사냥의 전철을 되밟지 않기 위해 콩트 형식의 코너를 가미하고 전문개그맨이 아닌 인물을 출연시키기도 했다.
한편, 1981년 6월 제 1회 MBC 라디오 개그맨 콘테스트로 데뷔했으나 그 해 9월 KBS로 자리를 옮긴 후 한동안 KBS와 SBS에서만 활동한 최양락이 해당 프로그램을 통해 실질적인 MBC 데뷔를 하기도 했다.

## 주요 출연자
- 최양락
- 이경실
- 임하룡
- 김상호
- 김종하
- 김학도
- 박명수
- 이윤석
- 표영호
- 홍기훈
- 오승환
- 서춘화
- 이문수
- 서승만
- 배영만
- 고명환
- 정성호
- 안선영 ETC

## 기획 의도
일요일 오후, 온 가족이 즐길 수 있는 웃음과 재미가 있다! 남녀노소 누구나 부담 없이 즐길 수 있는 편안하고, 다양한 형식의 코미디 닷컴은 업그레이드 된 콩트와 패러디를 통한 풍자와 익살, 그리고 새로운 코미디 장르에 대한 도전으로 전통 코미디와 더불어 신 감각에 맞는 코미디적 도입을 통해 세대차를 뛰어 넘어 모두가 즐길 수 있는 섹션화 된 웃음의 포탈 사이트를 지향한다.

## 역대 코너

### 깔깔왕국
토크쇼와 개그의 만남! 다양한 볼거리! 골라먹는 재미가 있다! 엽기 개그, 영화 패러디, 깍두기 개그, 댄스 개그, 노래 개그 등 톡톡 튀는 개그맨들의 아이디어와 개인기, 재미있는 경험담 등 놓칠 수 없는 재미가 있다.

### 닷컴배 알까기 명인전
명인전 바둑대국을 패러디한 코미디! 연예인들이 게스트로 나와서 바둑판에서 알까기를 한다. 게스트들의 숨은 알까기 노하우(?) 공개와 그들의 진지한 표정이 볼만하다. 최양락 특유의 말투와 알까기 버전으로 바뀐 게스트들의 프로필이 재미를 더한다. "알까기.... 재밌죠... 네~"

한편, 이 코너는 <코미디 닷컴> 폐지 후 오늘밤 좋은밤으로 자리를 옮겨 계속 방영됐다.

### 명랑소녀
명랑한 성격과 액션을 모토로 삼고 사는 두 소녀. 그들의 명랑함은 때와 장소를 가리지 않는다. 경상도 사투리의 시끌벅적한 수다, 장난기 많은 행동으로 어디를 가나 일(?)을 저지르는데... 그래도 미워 할 수 없는 이유는 그들의 깜찍한 명랑함 때문이다. "에블바디.... 명-랑~"

### PD 공책
사건이 있는 곳에 그들이 간다~! 시의성 있는 사건들을 다룬 시사코미디! 그들 나름대로 사건을 분석, 취재 하긴 하는데... 익숙지 못한 카메라 앞에서의 행동과 뜬금없는 해외 앙케이트 조사, 핵심 없는 밀착취재 보도, 어색한 말투가 재미를 더한다.

### 제이에스에이
영화에 JSA가 있다면 코미디엔 제이에스에이가 있다! 영화 JSA의 포맷을 빌린 제이에스에이는 판문점에서 벌어지는 우정, 의리, 갈등, 인간미 등 그들만의 세계를 코믹하게 보여준다. 

잠수 3대 개그맨들이 옷을 벗었다(?!) 처음으로 시도된 목욕탕 슬랩스틱 코미디! 목욕을 좋아하는 3대는 매주 목욕탕에 오지만 하루도 조용할 날 없는 목욕탕에서는 해프닝만 벌어지는데... 3대의 따뜻한 가족애와 살아가는 인간미가 느껴지는 전통 슬랩스틱 코미디.

## 결방
- 2000년 6월 4일 - <MBC 신인 개그맨 선발대회> 편성
- 2000년 9월 17일 - 시드니 올림픽 중계 편성
- 2000년 10월 1일 - 시드니 올림픽 중계 편성
- 2001년 4월 8일 - 오전 11시부터 메이저 리그 <샌프란시스코 자이언츠 VS LA 다저스> 중계[4] 편성